# Eintracht Gröbers
Der SV Eintracht Gröbers ist ein deutscher Sportverein aus Gröbers im Saalekreis. Heimstätte ist der Sportplatz Gröbers, der 1000 Zuschauern Platz bietet. Der Club steht in der Tradition der BSG Traktor Gröbers, neben Fußball werden unter anderen die Sportarten Badminton, Volleyball und Kegeln trainiert.

## Sektion Fußball
Eintracht Gröbers wurde im Jahr 1915 unter den Bezeichnungen SV Gröbers, später als SV Eintracht Gröbers gegründet. Der Club agierte bis 1945 innerhalb des mitteldeutschen Fußballs stets unterklassig, etwaige Teilnahmen in der Gauliga Mitte sowie an den Endrunden des Verbandes Mitteldeutscher Ballspiel-Vereine fanden nicht statt.
1945 wurde der Verein aufgelöst und als SG Gröbers neu gegründet. In der Folgezeit vollzog die lose Sportgruppe mit dem Einstieg der Sportvereinigung Traktor sowie der ortsansässigen LPG eine erneute Umbenennung in BSG Traktor Gröbers.
Auf sportlicher Ebene agierte Traktor Gröbers durchweg im unterklassigen Ligen und spielte um den möglichen Aufstieg zur dritt- bzw. viertklassigen Bezirksliga Halle bis 1990 keine Rolle. In der Spielzeit 1952/53 nahm Gröbers einmalig am FDGB-Pokal teil. Nach Qualifikationssiegen über Chemie Zehdenick und Chemie Greppin qualifizierte sich Traktor Gröbers für die erste Hauptrunde, in der gegen den zweitklassigen DDR-Ligisten Chemie Karl-Marx-Stadt mit 0:2 verloren wurde. Der Wettbewerb wurde wegen des Volksaufstandes vom 17. Juni 1953 jedoch vorzeitig abgebrochen wurde und erst im Jahr 1954 fortgesetzt. In der Folgezeit agierte die BSG in der Bedeutungslosigkeit des DDR-Fußballs und war ausschließlich im hiesigen Lokalfußball aktiv.
1990 erfolgte eine Rückbenennung zum historischen Namen Eintracht Gröbers. Aktuelle Spielklasse ist die Landesklasse 7 Saalekreis.

## Statistik
- Teilnahme FDGB-Pokal: 1952/54 (1. HR)